# Typ 63 (Raketenwerfer)
Der Type 63 ist ein in der Volksrepublik China hergestellter, auf Lkw montierter, Mehrfachraketenwerfer aus den 1960er Jahren, mit dem Raketen des Kalibers 130 mm abgefeuert werden.

## Entwicklung
NORINCO entwickelte Anfang der 1950er Jahre ein Nachfolgemodell für den veralteten Raketenwerfer BM-50. Dieser basierte auf dem sowjetischen BM-13. Anfang der 1960er-Jahre wurde das neue Modell eingeführt und erhielt vom Westen die Bezeichnung Type 63. Der einfache Aufbau des Modells erinnert stark an die 15-cm-Nebelwerfer 41 der deutschen Wehrmacht.
Des Weiteren existiert auch ein Raketenwerfer Typ 63, der aber Raketen im Kaliber 107 mm abfeuert.

## Varianten
- Type 63 – erste Serienversion mit 19 Werferrohren, installiert auf einem Lkw NJ-230.
- Type 63-1 – Version für Guerilla- und Kommandoeinheiten, besteht aus einem einzelnen Rohr und einem Dreibein.
- Type 70 – zweite Serienversion mit 19 Werferrohren, installiert auf einem Kettenfahrzeug YW 531.
- Type 82 – Version mit 30 Werferrohren, installiert auf einem 6×6-LKW. Mit einem kompletten Raketensatz in Reserve.
- Type 85 – Version mit 30 Werferrohren, installiert auf einem Kettenfahrzeug YW531H (Typ 85).
- LP-70 – Version installiert auf Landungsschiffen zum Küstenbeschuss.

## Technik
Auf dem Fahrzeug ist über der Hinterachse ein horizontal und vertikal schwenkbarer Werferarm installiert. Auf diesem sind in zwei Lagen 19 Werferrohre angebracht. Beim Typ 82 und Typ 85 sind 30 Werferrohre in drei Lagen angeordnet. Ein Raketenwerfer ist in der Lage, alle Raketen in 17–19 Sekunden abzufeuern. Das Nachladen eines leergefeuerten Werfers dauert rund fünf Minuten.

## Raketen
Die Raketen mit Kaliber 130,43 mm sind drallstabilisiert und haben keine Stabilisierungsflügel. Im Flug rotieren die Raketen mit 19.200 Umdrehungen pro Minute. Der Drall der Rakete entsteht durch um die Hauptantriebsdüse angeordnete schräge Düsen. Die Raketen messen 1,086 m in der Länge. Sie haben ein Startgewicht von 33 kg, wobei 14,73 kg auf den Sprengkopf entfallen. Die maximale Reichweite liegt bei 15 km bei einer Brennschlussgeschwindigkeit von 437 m/s. Folgende Raketentypen sind bekannt:
- Type 63 – mit 14,7 kg schwerem Splittergefechtskopf, der 1.916 Splitter erzeugt; Splitterwirkungskreis rund 24 m; Reichweite 10,1 km.
- Type 82 (HE) – mit 14,7 kg schwerem Splittergefechtskopf, der 3.850 Splitter erzeugt und zusätzlich mit 2.800 eingebetteten Stahlkugeln bestückt ist. Reichweite 10,2 km.
- Type 82 (HEI) – 14,7 kg schwerem Brandgefechtskopf, der 5.000 Brandpellets enthält. Wirkungskreis rund 30 m. Reichweite 10,2 km.
- Type 85 – mit 14,7 kg schwerem Splittergefechtskopf mit Näherungszünder; Splitterwirkungskreis von rund 32 m; Reichweite 15 km.

## Verbreitung
Neben den offiziellen Nutzerstaaten befinden sich eine Anzahl Typ 63 bei Guerilla- und Separatisteneinheiten im Einsatz.
 Afghanistan

 Ägypten

 Bangladesch

 Volksrepublik China

 Eritrea

 Gabun

 Irak

 Libanon

 Nordkorea

 Sri Lanka

 Thailand

 Vietnam

## Einsatz
Der Type 63 und seine Abarten kam bei verschiedenen kriegerischen Auseinandersetzungen zum Einsatz: Libanonkrieg, Erster Afghanistankrieg, Chinesisch-Vietnamesischer Krieg sowie bei Konflikten auf dem afrikanischen Kontinent. Bei sämtlichen Gefechten hat sich der Typ 63 als robust und zuverlässig erwiesen.